# یخچال طبیعی مدوژی
یخچال طبیعی مدوژی (به لاتین: Medvezhiy Glacier) یک یخچال طبیعی در تاجیکستان است که در رشته‌کوه آکادمی علوم واقع شده‌است.